# Klinkevals
Klinkevals er en dansk film fra 1999, instrueret af Hans Kristensen efter et manuskript af Jens Dahl, Kim Leona og John Stefan Olsen, bygget over Jane Aamunds roman af samme navn.
Den blev efterfulgt af Juliane (2000), som er anden bog i Klinkevalstrilogien.

## Medvirkende
- Mette Lisby
- Morten Gundel
- Pelle Koppel
- Lars Simonsen
- Bodil Jørgensen
- Kristian Halken
- Sanne Grangaard
- Thomas Eje
- Karl Bille
- Birthe Neumann
- Anne Louise Hassing
- Peter Schrøder
- Maria Stokholm
- Ellen Hillingsø
- Birgitte Raaberg
- Allan Olsen
- Hans Henrik Voetmann
- Lars Lunøe
- Grethe Mogensen
- Lise Schrøder
- Claus Strandberg
- Christiane Rohde
- Peter Aude
- Jan Hertz
- Solbjørg Højfeldt